# 石井ちはる
石井 ちはる（いしい ちはる）は、日本の女性ランドスケープアーキテクトで株式会社総合設計研究所CLA1部部長。一般社団法人ランドスケープコンサルタンツ協会監事 
理事、技術委員長、技術士。
2022年に豊四季台団地（建替）第Ⅳ期エリアのランドスケープデザインで、ランドスケープコンサルタンツ協会奨励賞受賞。
アイランドシティ中央公園で、平成21年度日本造園学会賞（設計作品部門）受賞。
2024年6月、第46回日本公園緑地協会北村賞を受賞。